# Dasyerrus
Dasyerrus is een kevergeslacht uit de familie van de boktorren (Cerambycidae). De wetenschappelijke naam van het geslacht werd voor het eerst geldig gepubliceerd in 1865 door Pascoe.

## Soorten
Dasyerrus is monotypisch en omvat slechts de volgende soort:
- Dasyerrus pilosus Pascoe, 1865